# Carlos Levy
Carlos Jacobo Levy (Tunuyán, provincia de Mendoza; 7 de julio de 1942-Mendoza, 25 de diciembre de 2020) fue un escritor, cuentista, poeta, narrador y editor argentino.

## Biografía
Carlos Jacobo Levy nació el 7 de julio de 1942 en Tunuyán, Mendoza, Argentina.
Al trasladarse a la capital mendocina, pudo relacionarse con personajes del arte y la literatura como el artista plástico Ricardo Embrioni y los poetas Fernando Lorenzo y Víctor Hugo Cúneo, quienes ejercieron gran influencia sobre él. Incluso conoció al poeta Armando Tejada Gómez.
En 1967 publicó su primer libro de poemas Inmensamente ciudadano, en el que ya se vislumbran los temas de su poética: la cuestión de lo judío, la temática urbana, la melancolía, las pinceladas tangueras y cierta coloquialidad no exenta de lirismo.
Producto del contexto de convulsión política que vivía el país y luego de diecisiete años sin haber publicado ninguna obra, fue en 1984 cuando publicó La memoria y otros poemas.
Luego, junto con su amigo y maestro Fernando Lorenzo, publicó el volumen de poesías Anverso/Reverso, donde incluyó también algunos relatos.
A mediados de los años ’80 se unió al grupo literario Aleph, liderado Ana Freidemberg de Villalba, y que publicó libros y revistas con los textos de miembros de esa asociación.
Más tarde, publicaría Café de náufragos y posteriormente, tras crear el sello literario con sede en Mendoza "Canto Rodado", editó La palabra y sus nombres.
Por ese entonces, trabó amistad con un grupo de poetas de diversos puntos del país, como Marcos Silber, Carlos Carbone, Hugo Toscadaray o Eugenio Mandrini, y con ellos fundó la "Sociedad de los Poetas Vivos", que motorizó numerosos recitales y ediciones, tanto particulares como en grupo.
Por esos años también publica su primer texto narrativo, Té con hielo, en el que combina los recuerdos con el cariz poético de sus textos para evocar a sus amigos más queridos, entre ellos el más admirado: Embrioni.
Fue director de la Biblioteca Pública General San Martín y de Radio Nacional Mendoza. Más tarde fue asesor del Ministerio de Cultura del Gobierno de Mendoza.
En 2005, se publicó una traducción suya del poema de José Hernández Martín Fierro al idioma judeo español o español sefaradí.

## Distinciones
En el año 2015, el gobierno de Mendoza lo invistió con el título de Embajador Cultural de Mendoza.

## Fallecimiento
Carlos Levy falleció el 25 de diciembre de 2020 a causa de la COVID-19. Tenía setenta y ocho años.

## Obra

### Poesía
- 1967 Inmensamente ciudadano.
- 1984 La memoria y otras piedades.
- 1989 Anverso/Reverso (con Fernando Lorenzo).
- 1991 Café de náufragos.
- 1998 La palabra y sus nombres.
- 2000 Destierros (antología).
- 2001 Doloratas (con Marcos Silber).
- 2008 Viejo hotel.

### Cuentos
- 1997 Té con hielo.
- 2006 Adiós, Celina, adiós.
- 2012 Asociación ilícita (con Emilio Fernández Cordón y Oscar D’Angelo).

### Traducciones
- 2005 Martín Fierro, de José Hernández, trasladado al judeo español.